# Grand Prix de l’Héroïne Madame Figaro
Der Grand Prix de l'Héroïne Madame Figaro ist ein französischer Literaturpreis, der jährlich vom Magazin Madame Figaro in vier Kategorien für Werke mit weiblichen Hauptfiguren vergeben wird.

## Preisträger
Der Preis wird seit 2006 vergeben. Zunächst fanden Verleihungen nur in zwei Kategorien statt – (französischer) Roman und Biografien bzw. biografische Schriften –, ab 2010 wurde zudem ein Preis in der Kategorie „ausländischer Roman“ vergeben. Seit 2022 findet eine vierte jährliche Preisverleihung für Graphic Novels bzw. für Bande Dessinée statt. 2015 vergab die Jury des Preises einmalig einen Prix Spécial an Marceline Loridan-Ivens für das Buch Et tu n’es pas revenu. Die Bekanntgabe der Preisträger findet seit einigen Jahren üblicherweise im Juni jedes Jahres statt; die Preisvergabe ereignet sich traditionell im Pariser Hôtel Raphael. Langjähriger Jury-Präsident war Patrick Poivre d'Arvor, ehe 2021 Colombe Schneck den Vorsitz übernahm.

### Kategorie „Roman français“ (französischer Roman)
Bis einschließlich 2009 hieß die Kategorie einfach nur „roman“.
- 2006: Marie Billetdoux für Un peu de désir sinon je meurs
- 2007: Anne Wiazemsky für Jeune fille
- 2008: Marine Bramly für Festin de miettes[4]
- 2009: Colombe Schneck für Val de Grâce[5]
- 2010: Hédi Kaddour für Savoir-vivre[6]
- 2011: Marie Desplechin und Aya Cissoko für Danbé[7]
- 2012: Delphine de Vigan für Rien ne s’oppose à la nuit[8]
- 2013: Marie NDiaye für Ladivine[2]
- 2014: Lola Lafon für La petite communiste qui ne souriait jamais[9]
- 2015: Valérie Toranian für L’étrangère[1]
- 2016: Alexandra Lapierre für Moura[10]
- 2017: Alexia Stresi für Lopping[11]
- 2018: Isabelle Carré für Les rêveurs[12]
- 2019: Gabriella Zalapì für Antonia[13]
- 2020: Leïla Slimani für Le Pays des autres[14]
- 2021: Dalie Farah für Le Doigt[3]
- 2022: Agnès Desarthe für L'Éternel Fiancé[15]
- 2023: Monica Sabolo für La Vie clandestine[16]
- 2024: Marie Darrieussecq für Fabriquer une femme[17]

### Kategorie „Bio/récit“ (Biografie/Erzählung)
Der Name dieser Kategorie wechselte über die Jahre, teils wurde sie auch document (2016) oder biographies ou documents (2009) etc. genannt.
- 2006: Angie David für Dominique Aury
- 2007: Dominique Bona für Camille et Paul, la passion Claudel
- 2008: Marie-Dominique Lelièvre für Sagan à toute allure[4]
- 2009: Jacqueline Mesnil-Amar für Ceux qui ne dormaient pas[5]
- 2010: Violaine Binet für Diane Arbus[6]
- 2011: Nadine Satiat für Gertrude Stein[7]
- 2012: Catel Muller und José-Louis Bocquet für Olympe de Gouges[8]
- 2013: Madeleine Malraux für Avec une légère intimité[2]
- 2014: Henri Gougau für Le roman de Louise[9]
- 2015: Alysia Abbott für Fairyland[1]
- 2016: Patti Smith für M Train[10]
- 2017: Chimamanda Ngozi Adichie für Chère Ijeawele[11]
- 2018: Anne Berest und Claire Berest für Gabriële[12]
- 2019: Dominique de Saint Pern für Edmonde[13]
- 2020: David Teboul für Simone Veil, L'Aube à Birkenau[14]
- 2021: Iliana Holguín Teodorescu für Aller avec la chance[3]
- 2022: Natasha Trethewey für Memorial Drive[15]
- 2023: Justine Augier für Croire: Sur les pouvoirs de la littérature[16]
- 2024: Beata Umubyeyi Mairesse für Le Convoi[17]

### Kategorie „Roman étranger“ (ausländischer Roman)
- 2010: Caterina Bonvicini für L’équilibre des requins[6]
- 2011: Joyce Carol Oates (Vereinigte Staaten) für Petite soeur, mon amour[7]
- 2012: David Grossman (Israel) für Une femme fuyant l’annonce[8]
- 2013: Jeffrey Eugenides (Vereinigte Staaten) für Le roman du mariage[2]
- 2014: Marjorie Celona (Kanada) für Y[9]
- 2015: Angelika Klüssendorf (Deutschland) für La fille sans nom[1]
- 2016: Alessandro Baricco (Italien) für La Jeune Épouse[10]
- 2017: Lauren Groff (Vereinigte Staaten) für Les Furies[11]
- 2018: Gabriel Tallent (Vereinigte Staaten) für My Absolute Darling[12]
- 2019: C. E. Morgan (Vereinigte Staaten) für Le Sport des rois[13]
- 2020: Karina Sainz Borgo (Spanien) für La Fille de l'Espagnole[14]
- 2021: Camila Sosa Villada (Argentinien) für Les Vilaines[3]
- 2022: Joyce Maynard (Vereinigte Staaten) für Où vivaient les gens heureux[15]
- 2023: Ananda Devi (Mauritius) für Sylvia P.[16]
- 2024: Patrícia Melo (Brasilien) für Celles qu'on tue[17]

### Kategorie „BD/Roman graphique“ (Bande Dessinée/Graphic Novel)
- 2022: Elizabeth Colomba und Aurélie Levy für Queenie, la marraine d'Harlem[15]
- 2023: Lucie Mikaelian, Jeanne Boëzec und Lisa Chetteau für Mes quatorze ans[16]
- 2024: Bea Lema für Celles qu'on tue[17]